# 1 октомври
1 октомври е 274-тият ден в годината според григорианския календар (275-и през високосна). Остават 91 дни до края на годината.

## Събития
- 331 пр.н.е. – Големият пълководец Александър Македонски побеждава в Битка при Гавгамела армията на персийския владетел Дарий III и завладява Персийската империя.
- 1218 г. – Папа Хонорий III освобождава тевтонските рицари от съдебната власт на местните епископи.
- 1791 г. – Провежда се първото заседание на Законодателното събрание на Франция.
- 1814 г. – Започва Виенският конгрес, който цели да преначертае политическата карта на Европа след победата над Наполеон по-рано.
- 1874 г. – Избухва голям пожар в Поморие – унищожени са над 550 сгради.
- 1888 г. – Основан е Софийският университет „Св. Климент Охридски“.
- 1890 г. – Светият Синод на Българската православна църква окончателно се установява в София.
- 1890 г. – Създаден е Национален парк Йосемити в Калифорния, САЩ.
- 1899 г. – Съставено е 19 Правителство на България на Либералната партия начело с Тодор Иванчов.
- 1910 г. – Терористи взривяват сградата на вестник Лос Анджелис Таймс, загиват 21 души.
- 1934 г. – В испанския парламент влизат трима министри от Испанската конфедерация на независимата десница, което довежда до въстания на социалисти и анархисти в Астурия и Каталония.
- 1936 г. – Генерал Франциско Франко става генералисимус и държавен глава на националистическото правителство в Испания.
- 1938 г. – Германия анексира Судетската област.
- 1942 г. – Извършен е първият полет на първия американски реактивен самолет Bell XP-59 „Aircomet“.
- 1946 г. – Приключват Нюрнбергските процеси, след като са издадени присъди срещу 24 от най-известните нацистки лидери.
- 1946 г. – Основана е организацията с нестопанска цел Менса.
- 1947 г. – Правителството на САЩ възстановява дипломатическите отношения с България след Втората световна война.
- 1948 г. – Основан е чешкият футболен тим Дукла в Прага.
- 1949 г. – Народна република България анулира договора за приятелство, сътрудничество и взаимна помощ със Социалистическа федеративна република Югославия, под натиска на СССР, и започва широка идеологическа кампания срещу правителството на Йосип Броз Тито.
- 1949 г. – Мао Дзъдун провъзгласява създаването на Китайската народна република.
- 1958 г. – Мароко и Тунис се присъединяват към Лигата на арабските държави.
- 1960 г. – Кипър извоюва свободата си от Великобритания
- 1960 г. – Открит е завод „Електроника“ в София; до 1972 г. е сред първите и най-големи производители на електронни калкулатори в Европа.
- 1967 г. – Групата Pink Floyd започва първото си турне в САЩ.
- 1970 г. – Състои се погребението на президента на Египет Гамал Абдел Насър, по време на което много хора са стъпкани от милионната тълпа.
- 1971 г. – В град Орландо, щата Флорида е открит увеселителния парк Disney World.
- 1977 г. – Бразилският футболист Пеле прекратява спортната си кариера.
- 1982 г. – Хелмут Шмит подава оставка от поста канцлер на ФРГ и е наследен на поста от Хелмут Кол.
- 1992 г. – Стартира Cartoon Network.
- 1992 г. – Създадена е Държавната агенция за българите в чужбина.
- 1992 г. – В Литва е въведена нова парична единица, наречена лит.
- 2004 г. – Открива се Тараклийският държавен университет.
- 2005 г. – По време на терористичен акт в индонезийския остров Бали загиват 26 души и стотици са ранени.
- 2014 г. – В резултат от авария в завод „Миджур“, причинена от взрив, загиват 15 души.

## Родени
- 208 г. – Александър Север, римски император († 235 г.)
- 1207 г. – Хенри III, английски крал († 1272 г.)
- 1685 г. – Карл VI, Свещен римски император, крал на Бохемия, Унгария и Хърватия († 1740 г.)
- 1754 г. – Павел I (Русия), император на Русия († 1801 г.)
- 1791 г. – Сергей Аксаков, руски писател и обществен деец, литературен и театрален критик († 1859 г.)
- 1855 г. – Анани Явашов, български просветен деец († 1934 г.)
- 1865 г. – Пол Дюка, френски композитор и музикален критик († 1935 г.)
- 1888 г. – Димо Сяров, български писател († 1965 г.)
- 1889 г. – Чавдар Мутафов, български писател († 1954 г.)
- 1890 г. – Любомир Золотович, български актьор († 1945 г.)
- 1893 г. – Ип Ман, майстор на бойното изкуство „винг чун“ († 1972 г.)
- 1898 г. – Коста Шулев, деец на БКП и БКМС († 1925 г.)
- 1898 г. – Марко Марчевски, български писател († 1962 г.)
- 1903 г. – Владимир Хоровиц, американски пианист от украински произход († 1989 г.)
- 1903 г. – Пиер Вейрон, френски автомобилен състезател († 1970 г.)
- 1907 г. – Георги Минчев, деец на БКП († 1942 г.)
- 1911 г. – Веселина Геновска, българска писателка († 1960 г.)
- 1911 г. – Захари Жандов, български кинорежисьор († 1998 г.)
- 1912 г. – Лев Гумильов, руски географ, историк и философ († 1992 г.)
- 1920 г. – Александър Попов, български футболист
- 1921 г. – Джеймс Уитмор, американски актьор († 2009 г.)
- 1922 г. – Чженин Янг, американски физик от китайски произход, Нобелов лауреат
- 1924 г. – Джими Картър, 39-и президент на САЩ, Нобелов лауреат († 2024 г.)
- 1925 г. – Мария Столарова, българска художничка († 2016 г.)
- 1927 г. – Олег Ефремов, руски актьор и режисьор († 2000 г.)
- 1928 г. – Лорънс Харви, британски актьор († 1973 г.)
- 1930 г. —
  - Филип Ноаре, френски актьор († 2006 г.)
  - Ричард Харис, ирландски актьор († 2002 г.)
- 1935 г. —
  - Нина Стамова, българска актриса († 2019 г.)
  - Джули Андрюс, британска певица, актриса и автор
- 1937 г. – Райко Стойнов, български футболист († 2010 г.)
- 1943 г. – Хусто Хорхе Падрон, испански поет
- 1947 г. – Аарон Цихановер, израелски биолог Нобелов лауреат
- 1951 г. – Валентина Атанасова, българска поетеса
- 1954 г. – Владимир Уручев, български политик
- 1961 г. – Сумру Яврочук, турска актриса
- 1963 г. – Лъчезар Танев, български футболист
- 1966 г. – Джордж Уеа, либерийски футболист и политик
- 1971 г. – Драгомира Бонева, българска актриса
- 1981 г. – Жулио Баптища, бразилски футболист
- 1988 г. – Кариба Хайн, австралийска актриса и танцьорка
- 1989 г. – Бри Ларсън, американска актриса и певица
- 1990 г. – Хазал Кая, турска актриса

## Починали
- 1499 г. – Марсилио Фичино, италиански хуманист и философ (* 1433 г.)
- 1578 г. – Хуан Австрийски, испански военачалник (* 1547 г.)
- 1684 г. – Пиер Корней, френски писател и драматург (* 1606 г.)
- 1911 г. – Вилхелм Дилтай, немски философ (* 1833 г.)
- 1933 г. – Руси Коджаманов, български композитор, диригент и музикален педагог († 1866 г.)
- 1964 г. – Стефан Ангелов, български лекар (* 1878 г.)
- 1968 г. – Романо Гуардини, германски писател и философ-теолог (* 1885 г.)
- 1972 г. – Луис Лики, археолог и биолог (* 1903 г.)
- 1974 г. – Петко Задгорски, български художник (* 1902 г.)
- 1977 г. – Лазар Парашкеванов, български архитект (* 1890 г.)
- 2006 г. – Атанас Михайлов, български футболист (* 1949 г.)
- 2007 г. – Мариане Фриц, австрийска писателка (* 1948 г.)
- 2013 г. – Том Кланси, американски писател (* 1947 г.)
- 2018 г. – Шарл Азнавур, френски певец (* 1924 г.)
- 2019 г. – Карел Гот, чешки поп певец (* 1939 г.)

## Празници
- Световен ден за борба с хепатита – Определен от консорциум, в който влизат 15 организации от Европа и Близкия изток, за подкрепа на пациентите
- Международен ден на вегетарианството – Учреден през 1977 г. с решение на световния конгрес на вегетарианците във Великобритания по инициатива на Северноамериканската организация на вегетарианците
- Международен ден на възрастните хора – Определен от Общото събрание на ООН през 1990 година, първото му отбелязване е през 1991 година.
- ЮНЕСКО – Световен ден на музиката (Отбелязва се от 1975 г.[1] по решение на Международния съвет за музика при ЮНЕСКО)
- Австрия – Ден на кафето[2]
- Боливия – Народен ден на Библията
- България

- Българска православна църква – Покров на Пресвета Богородица, Преп. Йоан Кукузел
- Ден на Застрахователя – Обявен е за професионален празник през февруари 1996 г. с решение на Асоциацията на българските застрахователи и Съюза на частните застрахователи
- Ден на поезията
- Празник на Академията на Министерство на вътрешните работи (МВР) – Обявен с Решение на 39-ото Народно събрание от 14 юни 2002 г.
- Празник на българските певци и музиканти – Обявен е през 1980 г. по повод 700-годишнината от рождението на св. Йоан Кукузел
- Професионален празник на зенитно-ракетните войски – Отбелязва се от 1 октомври 1960 година, когато в Казахстанската степ български дивизион за първи път осъществява боен пуск на зенитна ракета

- Камерун – Празник на обединението
- Кипър – Ден на независимостта (от Великобритания, 1960 г., национален празник)
- Китай – Ден на Китайската народна република (1949 г., национален празник)
- Нигерия – Ден на независимостта (от Великобритания, 1960 г., национален празник)
- Сан Марино – Инвеститура на Регента
- Сингапур – Ден на детето
- Тувалу – Ден на независимостта (от Кирибати, 1975 г., национален празник)
- Узбекистан – Ден на учителя
- Южна Корея – Ден на въоръжените сили
- Япония – Национален празник на кафето